# Coronium
Pour les articles homonymes, voir Coronium (mollusque).

L'éclipse solaire du 11 août 1999 dévoilant la couronne solaire.

Le coronium est le nom d'un élément chimique hypothétique dont l'existence a été postulée au XIXe siècle. Il est nommé d'après la couronne solaire. Son existence a été suggérée après la découverte d'une nouvelle raie verte dans le spectre solaire. Elle a ensuite été attribuée au fer hautement ionisé présent dans la couronne.

## Histoire
Durant l'éclipse solaire du 7 août 1869, une raie d'émission verte est observée indépendamment par Charles Augustus Young et William Harkness dans le spectre de la couronne solaire. Cette ligne ne correspondant à aucun élément connu, elle est attribuée à un nouvel élément. Dans les années 1890, elle est déterminée par spectroscopie à 530,326 nanomètres, (dans le vert).
En 1902, dans un essai sur la conception chimique de l'éther, Dmitri Mendeleïev émet l'hypothèse de l'existence de deux éléments chimiques inertes plus légers que l'hydrogène. Le plus léger des deux était supposé être l'éther (ensuite appelé newtonium par Mendeleïev) et le plus lourd (masse de 0,4 avec une base de 1 pour l'hydrogène) était le coronium,.
Dans les années 1930, Walter Grotrian et Bengt Edlén découvrent que la raie à environ 530,30 nanomètres est issue de fer hautement ionisé (Fe XIV, c'est-à-dire Fe13+) par les températures extrêmes de la couronne solaire,.